# Windows Script Host
Windows Script Host (o WSH) (originalmente chiamato Windows Scripting Host, ma rinominato per le versioni successive) è un linguaggio di scripting preinstallato su Windows 98 e tutti i Windows successivi. Consente di creare script più potenti e versatili rispetto ai file batch (.BAT) del vecchio MS-DOS. A partire da Windows 2000 Server, WSH supporta gli script creati manualmente dagli utenti.
È language-independent perché può far uso di JavaScript e VBScript (di default), ma l'utente può decidere di installare diversi script engine (come Perl).
Praticamente qualsiasi operazione eseguibile da Windows può essere automatizzata da WSH. È uno strumento molto potente e versatile, ma proprio grazie alla sua potenza alcuni virus ne fanno uso per diffondersi. Dunque, se non si utilizza intensamente questo linguaggio potrebbe essere raccomandabile disattivarlo per motivi di sicurezza.

## Esempi di codice

### Hello, world!
Il seguente esempio mostra una finestra pop-up con il testo "Ciao, mondo".
salvare il contenuto in un file con estensione .wsf, ad esempio hello.wsf , e fare doppio click sul file per lanciare lo script.
```
<job id="HelloWorld">
   <script language="VBScript">
      MsgBox("Ciao, mondo") 
   </script>
</job>

```

| Controllo di autorità | GND (DE) 7687116-2 |